# 绕角之役
绕角之役是公元前585年（周简王元年，鲁成公六年，晋景公十五年，楚共王六年），在晋楚争霸战争中，晋国为了援救郑国进攻楚国和蔡国的作战。
前586年，在郑国和许国的争端中，楚共王偏向许国。郑悼公于是跟随晋国，前585年秋，楚国的子重率军进攻郑国。冬，晋国栾书救援郑国，和楚军在绕角（今河南省鲁山县东南）相遇。楚军于是不战而退，晋军就侵袭蔡国。楚国公子申、公子成带领申地、息地的军队去救援蔡国，在桑隧（今河南省确山县东）抵抗晋军。赵同、赵括想要出战，栾书打算答应。荀首、士燮、韓厥劝谏，于是晋军也撤军了。